# Chaoyang Hu
Chaoyang Hu (kinesiska: 朝阳湖) är en sjö i Kina. Den ligger i den autonoma regionen Tibet, i den sydvästra delen av landet, omkring 720 kilometer nordväst om regionhuvudstaden Lhasa. Chaoyang Hu ligger 4 744 meter över havet. Arean är 44 kvadratkilometer. Trakten runt Chaoyang Hu är ofruktbar med lite eller ingen växtlighet. Den sträcker sig 11,3 kilometer i nord-sydlig riktning, och 13,1 kilometer i öst-västlig riktning.
Genomsnittlig årsnederbörd är 238 millimeter. Den regnigaste månaden är juli, med i genomsnitt 67 mm nederbörd, och den torraste är januari, med 2 mm nederbörd.